# علي حسن (لاعب كرة قدم إماراتي)
علي حسن الزعابي (مواليد 29 يونيو 2000، لاعب كرة قدم إماراتي يجيد اللعب كلاعب وسط لعب سابقاً مع نادي العروبة.